# Ramsey Angela
Ramsey Angela (né le 6 novembre 1999 à Rotterdam) est un athlète néerlandais spécialiste du 400 mètres.

## Biographie
En 2021, lors des Championnats d'Europe en salle, il remporte l'épreuve du relais 4 × 400 mètres en compagnie de ses compatriotes Liemarvin Bonevacia, Jochem Dobber et Tony van Diepen. Plus tard dans la saison, il remporte le relais 4 × 400 mètres des Relais mondiaux 2021, toujours en compagnie de Bonevacia, Dobber et van Diepen, dans une compétition marquée par l'absence d'un grand nombre de nations.

## Vie privée
Il est ouvertement gay.

## Palmarès
| Date | Compétition                    | Lieu     | Résultat | Épreuve   | Temps         |
| ---- | ------------------------------ | -------- | -------- | --------- | ------------- |
| 2021 | Championnats d'Europe en salle | Toruń    | 1er      | 4 × 400 m | 3 min 06 s 06 |
| 2021 | Relais mondiaux                | Chorzów  | 1er      | 4 × 400 m | 3 min 03 s 45 |
| 2022 | Championnats d'Europe          | Munich   | 5e       | 4 x 400 m | 3 min 01 s 34 |
| 2023 | Championnats d'Europe en salle | Istanbul | 3e       | 4 × 400 m | 3 min 06 s 59 |
| 2023 | Championnats du monde          | Budapest | 6e       | 4 × 400 m | 3 min 00 s 40 |
| 2024 | Championnats du monde en salle | Glasgow  | 3e       | 4 x 400 m | 3 min 4 s 25  |